# Niels Hvid
Niels Hvid (18. marts 1535 i København – 19. juni 1589) var en dansk biskop.

## Biografi
Efter at have studeret hjemme og udenlands skal han en kort tid (rimeligvis 1557-58) have været rektor ved vor Frue Skole i København. Derefter er han formodentlig atter draget ud til fremmede universiteter. I 1562 blev han kapellan ved Frue Kirke i København, men fratrådte embedet efter et par måneders forløb. I 1564 kaldtes han til sognepræst ved Helligåndskirken i København og tog året efter magistergraden. I 1571 forlenedes han med et kanonikat i Lund. Da han var udrustet med gode sjæls-
og legemsgaver og ikke nød ringe anseelse som prædikant, blev han af provsterne og købstadpræsterne i Lunds Stift valgt til
deres biskop. Valget modtog 21. marts 1578 kongelig stadfæstelse. Som biskop havde han en højst ubehagelig sag i anledning af, at han af kirkeværgerne ved Lunds Domkirke havde tilforhandlet sig en ligsten, der lå over en begravelse tilhørende Ulfstandernes slægt. Ved kongens foranstaltning lykkedes det vel at tilfredsstille familien; men en afsat præst, M. Jacob Nielsen fra Skurup, gav sin vrede mod biskoppen luft i et par smædeviser, hvori Niels Hvid sigtedes for tyveri. Præsten blev vel dømt som paskvillant af det akademiske konsistorium og siden henrettet; men sladderen døde ikke med ham og forbitrede biskoppens sidste år.
Hans hustru Dorothea overlevede ham. Af trykte skrifter har han efterladt nogle veludarbejdede ligprædikener.